# Liste der Monuments historiques in Saint-Hélier (Côte-d’Or)
Die Liste der Monuments historiques in Saint-Hélier führt die Monuments historiques in der französischen Gemeinde Saint-Hélier auf.

## Liste der Immobilien
| Bezeichnung          | Beschreibung           | Standort                                 | Kennzeichnung | Schutzstatus | Datum | Bild           |
| -------------------- | ---------------------- | ---------------------------------------- | ------------- | ------------ | ----- | -------------- |
| Friedhofskreuz       | Stein, 15. Jahrhundert | Rue de l’Eglise, auf dem Friedhof (Lage) | PA00112628    | Inscrit      | 1925  | weitere Bilder |
| Kirche St-Barthélemy | ab dem 12. Jahrhundert | Rue de l’Eglise (Lage)                   | PA00112629    | Inscrit      | 1925  | weitere Bilder |

## Liste der Objekte
| Bezeichnung                                                             | Beschreibung                                                                        | Standort                           | Kennzeichnung | Schutzstatus | Datum | Bild           |
| ----------------------------------------------------------------------- | ----------------------------------------------------------------------------------- | ---------------------------------- | ------------- | ------------ | ----- | -------------- |
| Skulptur Madonna mit Kind (1)                                           | Aufsatz eines Prozessionsstabs; Holz, farbig gefasst, 18. Jahrhundert               | in der Kirche St-Barthélemy (Lage) | PM21003488    | Inscrit      | 1973  |                |
| Kirchenfenster                                                          | Buntglas, zweite Hälfte des 15. Jahrhunderts, im 20. Jahrhundert neugefasst         | in der Kirche St-Barthélemy (Lage) | PM21001961    | Classé       | 1967  | weitere Bilder |
| Retabel der zwei Seitenaltäre                                           | Marmor, Stuck, vergoldet, 18. Jahrhundert                                           | in der Kirche St-Barthélemy (Lage) | PM21002686    | Classé       | 1980  |                |
| Skulptur Heiliger Bartholomäus (1)                                      | Aufsatz eines Prozessionsstabs; Holz, farbig gefasst, 18. Jahrhundert               | in der Kirche St-Barthélemy (Lage) | PM21003489    | Inscrit      | 1973  |                |
| Prozessionskreuz                                                        | Kupfer, versilbert, 16. Jahrhundert                                                 | in der Kirche St-Barthélemy (Lage) | PM21001959    | Classé       | 1967  |                |
| Skulptur Heiliger Bartholomäus (2)                                      | Holz, 15. Jahrhundert                                                               | in der Kirche St-Barthélemy (Lage) | PM21001958    | Classé       | 1960  |                |
| Zwei Skulpturen: Madonna mit Kind und heilige Katharina von Alexandrien | an den Seitenaltären; Stuck, farbig gefasst und vergoldet, 18. Jahrhundert          | in der Kirche St-Barthélemy (Lage) | PM21002687    | Classé       | 1980  |                |
| Skulptur Heilige Regina                                                 | Aufsatz eines Prozessionsstabs; Holz, farbig gefasst und vergoldet, 18. Jahrhundert | in der Kirche St-Barthélemy (Lage) | PM21003487    | Inscrit      | 1973  |                |
| Pietà                                                                   | Kalkstein, farbig gefasst, 16. Jahrhundert                                          | in der Kirche St-Barthélemy (Lage) | PM21001957    | Classé       | 1933  |                |
| Skulptur Madonna mit Kind (2)                                           | Kalkstein, farbig gefasst, zweite Hälfte des 15. Jahrhunderts                       | in der Kirche St-Barthélemy (Lage) | PM21001960    | Classé       | 1967  |                |
| Skulptur Heilige Barbara                                                | Holz, farbig gefasst, 17. Jahrhundert                                               | in der Kirche St-Barthélemy (Lage) | PM21003486    | Inscrit      | 1973  |                |
| Skulptur Unterweisung Mariens                                           | Stein, farbig gefasst, 16. Jahrhundert                                              | in der Kirche St-Barthélemy (Lage) | PM21003485    | Inscrit      | 1973  |                |
| Zwei Seitenaltäre                                                       | jeweils der Altartisch; Marmor, 18. Jahrhundert                                     | in der Kirche St-Barthélemy (Lage) | PM21002685    | Classé       | 1980  |                |
| Kruzifix                                                                | Holz, farbig gefasst, 18. Jahrhundert                                               | in der Kirche St-Barthélemy (Lage) | PM21001962    | Classé       | 1980  |                |